# Joris Menzildjian
Pas d'image ? Cliquez ici

a Compétitions nationales et continentales officielles uniquement.

Joris Menzildjian, né le 2 janvier 1967 à La Tronche (Isère), est un joueur français de rugby à XV évoluant au poste d'ailier.

## Biographie
Joris Menzildjian naît à La Tronche dans le département de l'Isère.
Formé au FC Grenoble, Joris Menzildjian joue en équipe première de 1985 à 1989. Avec le FCG, il remporte notamment le Challenge Yves du Manoir en 1987, compétition dont il est également finaliste en 1986, mais il ne dispute pas les finales.
Joris Menzildjian joue ensuite au CS Bourgoin-Jallieu pendant deux saisons de 1989 à 1991,, puis à l'US Romans Péage, entre 1991 et 1996
, où il dispute notamment la finale du Championnat de France groupe B en 1995.

## Palmarès
- Finaliste du Challenge Yves du Manoir en 1986 avec le FC Grenoble.
- Vainqueur du Challenge Yves du Manoir en 1987 avec le FC Grenoble.
- Finaliste du Championnat de France groupe B en 1995 avec l'US Romans Péage.